# MECAR SIG-RFL-40N
SIG-RFL-40N – belgijski nasadkowy granat sygnalizacyjny produkowany przez firmę MECAR SA.
Granat SIG-RFL-40N może być miotany przy pomocy dowolnego karabinu z urządzeniem wylotowym o średnicy 22 mm, przy pomocy naboju ślepego. Granat zawiera racę świecącą przez 13 s światłem koloru czerwonego, zielonego, żółtego lub białego.